# Vítiazevo
Vítiazevo - Витязево (rus) - és un poble del krai de Krasnodar, a Rússia. Es troba a la vora del liman de Vítiazevo, al sud de la desembocadura del riu Gostagaika, a la vora de la mar Negra, a 9 km al nord d'Anapa i a 133 km a l'oest de Krasnodar.

## Història
La vila fou fundada el 1837 com l'stanitsa Vítiazevskaia, que es va dissoldre el 1854. El 1862 es va restablir com el poble de Víitazevski.